# Hofgarða-Refr Gestsson
Hofgarða-Refr Gestsson (n. 1035) fue un escaldo y vikingo de Islandia en el siglo XI. Autor entre otros poemas de Ferðavísur y un poema dedicado a otro escaldo, Gizur gullbrárskáld. Pertenecía a una familia de larga tradición de caudillos paganos (goðar). Su padre era Gestur Bjarnason, hijo de Bjarni Hrolfsson (c. 970 - 1000), nieto de Hrolfur Eyvindarsson (920 - 950) de Altafjord y bisnieto de los colonos noruegos Eyvindur (n. 880) de Ogdum, y Thuridur (900 - 920).
Su madre y también poetisa Steinunn Refsdóttir es famosa por su manifiesto pagano a Þangbrandr, un misionero enviado a Islandia por el rey Olaf Tryggvason, intentando demostrar la superioridad de Thor sobre Jesucristo.